# سفارة الهند، الدوحة
السفير الهندي الحالي في قطر هو ب. كوماران. وصل إلى الدوحة في 28 سبتمبر 2016 وقدم أوراق اعتماده في 5 أكتوبر 2016. كانت السفيرة السابقة ديبا غوبالان وادوا أول امرأة سفيرة في أي دولة خليجية. تقع السفارة في فيلا رقم 86 و 90 شارع رقم 941 شارع الإيثرا المنطقة 63 عنيزة ص.ب. 2788 الدوحة - قطر.
تأسست سفارة الهند، الدوحة في قطر في عام 1971. تعزز العلاقات السياسية والاقتصادية والتجارية بين جمهورية الهند ودولة قطر. كما أنها تهتم برعاية المجتمع الهندي في قطر وتقدم الخدمات القنصلية وغيرها من الخدمات بما في ذلك المساعدة في القضايا المتعلقة بالعمل. يوفر خدمات التأشيرات وغيرها من التوجيهات للمواطنين القطريين وغيرهم من المواطنين الذين يعتزمون زيارة الهند. لدى السفارة ثلاث منظمات مجتمعية عقيدة والمركز الثقافي الهندي (لتعزيز الفن والثقافة الهندية) ومنتدى المجتمع الهندي الخير (من أجل رعاية المجتمع) وشبكة المهنيين الهنود للأعمال (لتعزيز الأعمال التجارية) التي تعمل مباشرة في إطارها.